# Graham Beckel
Graham Beckel est un acteur américain né le 22 décembre 1949 à Old Lyme, dans le Connecticut (États-Unis).

## Filmographie
- 1973 : Class of '63 (TV) : Dan, the Bartender
- 1973 : La Chasse aux diplômes de James Bridges : Franklin Ford III
- 1973 : Happy as the Grass Was Green de Charles Davis : Eric
- 1976 : The Money de Chuck Workman : Roland
- 1977 : Seventh Avenue (feuilleton TV) : Det. Clever
- 1983 : The Face of Rage (TV) : Rich
- 1984 : C.H.U.D. : Val
- 1964 : Another World (série télévisée) : Officer Jenkins (1984)
- 1970 : La Force du destin (All My Children) (série télévisée) : Chris Morgan (1984)
- 1985 : Marie : Charlie Benson
- 1985 : The Execution of Raymond Graham (TV) : Vic Graham
- 1987 : Amerika (en) (feuilleton TV) : Clayton Cullen
- 1989 : Coupable Ressemblance (True Believer) de Joseph Ruben : Vinny Sklaroff
- 1989 : Le Carrefour des Innocents (Lost Angels) de Hugh Hudsonc: Richard Doolan
- 1989 : The Final Days (TV)
- 1990 : Family of Spies (en) (TV) : Jerry A. Whitworth
- 1990 : L'École de la vie (Rising Son) (TV) : Billy
- 1990 : Welcome Home, Roxy Carmichael de Jim Abrahams : Les Bossetti
- 1991 : Separate But Equal (en) (TV) : Josiah C. Tulley
- 1991 : Traumatismes (Liebestraum) : Sheriff Pete Ricker
- 1992 : O Pioneers! (TV) : Oscar
- 1992 : Jennifer 8: Est la prochaine (Jennifer Eight) de Bruce Robinson : John Taylor
- 1993 : Partners (TV) : Terry Bidwell
- 1993 : La Véritable histoire de Cathy Mahone (Desperate Rescue: The Cathy Mahone Story) (TV)
- 1993 : Les Requins de la finance (en) (Barbarians at the Gate) (TV) : Don Kelly
- 1993 : Psychose meurtrière (Murder of Innocence) (TV) : Det. Frank Kendall
- 1994 : Jane's House (en) (TV) : Charlie
- 1994 : Au nom de la vérité (The Disappearance of Vonnie) (TV) : Det. Ken Brodhagen
- 1995 : The Other Mother: A Moment of Truth Movie (TV) : Ted
- 1995 : Leaving Las Vegas de Mike Figgis : L.A. Bartender
- 1997 : L.A. Confidential de Curtis Hanson : Det. Sgt. Richard Alex 'Dick' Stensland
- 1998 : Le Témoin du Mal (Fallen) de Gregory Hoblit
- 1998 : Perdus dans le triangle des Bermudes (Lost in the Bermuda Triangle) (TV) : Michael Sykes
- 1998 : Black Dog de Kevin Hooks : Cutler
- 1998 : Bulworth de Warren Beatty : Man with Dark Glasses
- 1999 : Jugé coupable (True Crime) de Clint Eastwood : Arnold McCardle
- 1999 : No Vacancy de Marius Balchunas : 'Do It Again' Guy
- 1999 : Flic de haut vol (Blue Streak) de Les Mayfield : Rizzo
- 2000 : The '70s (TV) : Paul Wells
- 2001 : Pearl Harbor de Michael Bay : Adm. Chester W. Nimitz
- 2001 : Une famille meurtrie (Just Ask My Children) : (TV) : Denver Dunn
- 2001 : Hardball (Hard Ball) de Brian Robbins : Duffy
- 2002 : Point d'origine (Point of Origin) (TV) : Clarence Hyde
- 2002 : The Pennsylvania Miners' Story (en) (TV) : Randy Fogle
- 2002 : Dark Blue de Ron Shelton : Peltz
- 2003 : Northfork des Frères Polish : Marvin
- 2003 : Two Days de Sean McGinly (en) : M.. Miller
- 2004 : Helter skelter (2004) (TV) : Jerry
- 2005 : Man of God (en) de Jefery Levy
- 2005 : Le Secret de Brokeback Mountain (Brokeback Mountain) de Ang Lee : L.D. Newsome
- 2006 : Bachelor Party Vegas (en) (vidéo) : Officer Stone
- 2006 : Monk (Saison 5, Episode 5) (série TV)
- 2006 : Grey's Anatomy (Saison 2, Episode 24) : Jim Johnson
- 2009 : Castle (Saison 2, Episode 12) (série TV) : oncle Teddy
- 2012 : Scandal (Saison 1, Episode 5) (série télévisée) : Hank Tanner